# Universiteit van Coimbra
De Universiteit van Coimbra (afkorting: UC, in het Portugees: Universidade de Coimbra) is een van de oudste universiteiten van Europa en daarmee van de wereld en is de oudste universiteit van Portugal. De instelling werd op 1 maart 1290, kort na de stichting van Portugal, opgericht door koning Dionysius en heeft sindsdien onafgebroken bestaan. Vandaag de dag studeren er ruim 20.000 studenten aan de UC, verdeeld over acht faculteiten: Letteren, Rechten, Geneeskunde, Wetenschap & Technologie, Farmacie, Economie, Psychologie & Pedagogiek en Sportwetenschap & Lichamelijke Opvoeding.
Er bestaat nog een grote traditie aan de UC, zo dragen veel studenten vandaag de dag nog traditionele kleding en is het oudste gebouw van de universiteit nog in gebruik. Elk jaar wordt met de Queima das Fitas het academische jaar afgesloten. De UC ontvangt veel internationale studenten. De UC is tevens de naamgever van de Coimbragroep, een samenwerkingsverband van klassieke Europese universiteiten dat in 1985 werd opgericht.

## Geschiedenis

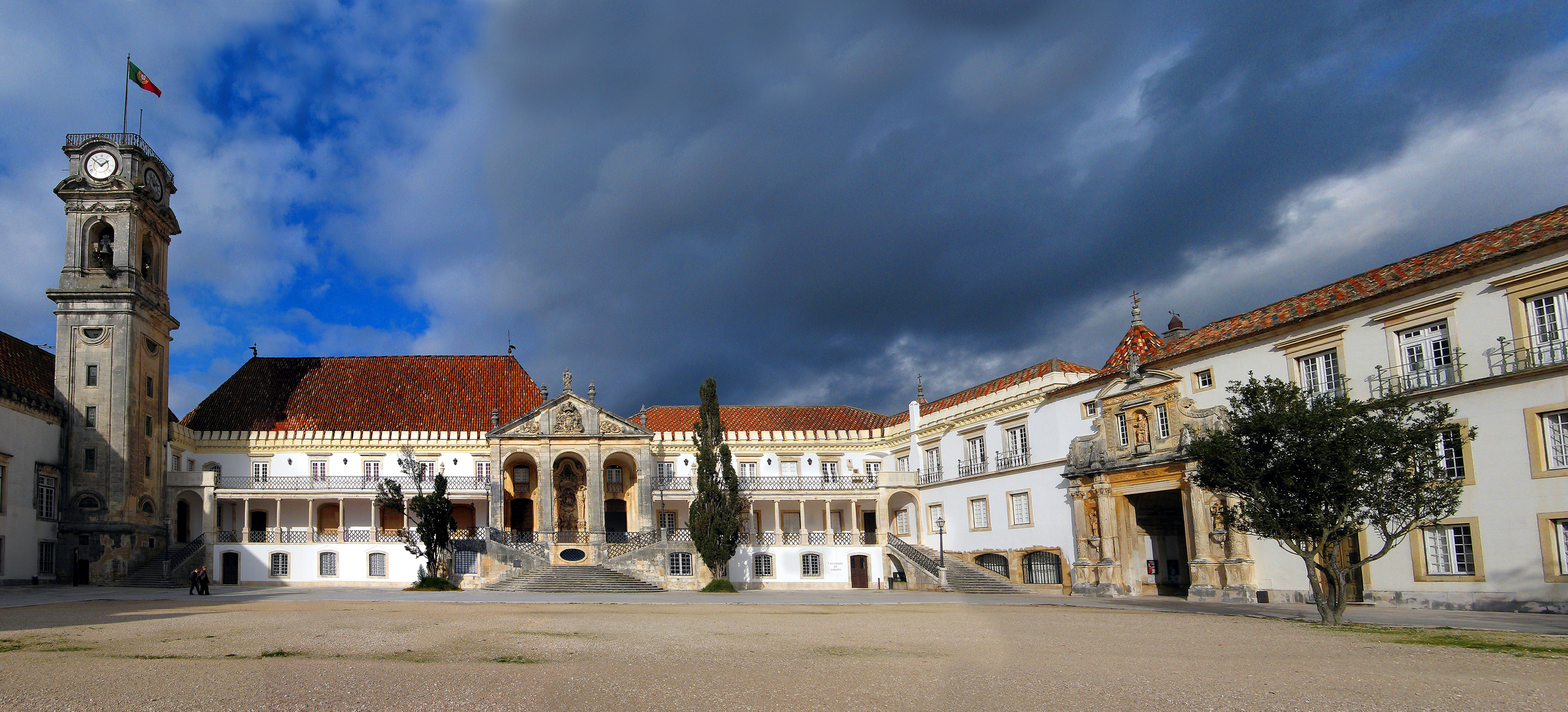
Het paleis van de Universiteit van Coimbra, met de beroemde toren.

In een bericht van Paus Nicolaas IV van 9 augustus 1290 werd de Estudo Geral, de "Algemene Studie", erkend met de faculteiten van Kunst, Canoniek Recht, Civiel Recht en Geneeskunde. Theologie bleef voorbehouden aan de kloosters van de dominicanen en franciscanen.
De universiteit was oorspronkelijk gevestigd in Lissabon, maar werd in 1308 verplaatst naar het Koninklijk Paleis van Alcáçova (zie foto). In 1338 keerde de universiteit terug naar Lissabon, waar ze gevestigd bleef tot 1354. Ze keerde terug naar Coimbra, maar werd in 1377 opnieuw naar Lissabon verhuisd. Op bevel van koning Johan III werd de universiteit uiteindelijk definitief in Coimbra gevestigd in 1537.
De universiteit ontving in 1309 haar eerste statuten, met de naam Charta magna privilegiorum. De tweede statuten werden uitgegeven in 1431, tijdens de regeerperiode van koning Johan I, met bepalingen over de lesuren, examens, graden, collegegelden en zelfs de academische klederdracht. Tijdens de regeerperiode van koning Emanuel I, in 1503, ontving de universiteit haar derde statuten, nu met bepalingen omtrent de rector, vakken, salarissen van de meesters, academische toetsen en de plechtigheden van het doctoraat.
Sinds de regeerperiode van koning Emanuel I, ontvingen alle koningen van Portugal de titel "Beschermheer" van de universiteit, waardoor ze het recht hadden de professoren te benoemen en statuten uit te geven. De macht van de koninklijke familie, die door koning Johan II sterker werd gecentraliseerd, zorgde dat de universiteit afhankelijk was van de staat en de politiek. Hierdoor ontstond het overwicht van de rechtenstudies in Portugal.
Op 27 december 1559, tijdens koning Sebastiaan, werden de vierde statuten ingevoerd, waarin werd bepaald dat de rector zou worden gekozen door het klooster—al werd hier niet altijd gehoor aan gegeven door het koninklijk huis. Op 1 november van datzelfde jaar werd de Universiteit van Évora geopend, die behoorde tot de jezuïeten.
In 1591 werden in Madrid de zesde statuten opgesteld (de vijfde waren nooit in werking gezet) en deze traden het daaropvolgende jaar in werking. Er werd bepaald dat de universiteit drie kandidaten zou nomineren om rector te worden en dat de koning een van de drie zou kiezen.
Tijdens de regeerperiode koning Johan V, aan het begin van de achttiende eeuw, zou João Frederico Ludovice de Toren van de Universiteit van Coimbra en het portaal van de bibliotheek hebben ontworpen.
Tijdens de periode van koning Jozef I onderging de universiteit een grote reorganisatie. Op 28 juni 1772 werden er nieuwe statuten gepresenteerd, de zogenaamde Estatutos Pombalinos. Tijdens de Reformatie die door de Markies van Pombal werd ingezet, kreeg het onderwijs in de natuurwetenschappen en de exacte wetenschappen, die tot dan toe afwezig waren geweest van het universitaire onderwijs in Portugal, de nadruk.
In 1911, het jaar na de val van de monarchie en de stichting van de Republiek Portugal, ontving de universiteit nieuwe statuten, waardoor ze meer administratieve en financiële onafhankelijkheid kreeg en waardoor ook een beurssysteem werd opgezet, zodat er meer studenten hoger onderwijs zouden kunnen genieten. De faculteiten werden gereorganiseerd; zo werd de Letterenfaculteit opgericht, die de gebouwen van de oude Theologiefaculteit overnam, terwijl de faculteiten van Wiskunde en Filosofie (die waren opgericht tijdens de Reformatie) werden omgevormd tot de Wetenschapsfaculteit.
Na de Anjerrevolutie op 25 april 1974 onderging de universiteit opnieuw verschillende hervormingen, om zich aan te passen aan de veranderingen in de Portugese samenleving. In 1989 ontving de universiteit de statuten die op dit moment in gebruik zijn.
 België - Universiteit Antwerpen ·
 Tsjechië - Masaryk-universiteit ·
 Denemarken - Universiteit van Aarhus ·
 Spanje - Complutense-universiteit van Madrid ·
 Finland - Universiteit van Helsinki ·
 Frankrijk - Université de Lille · Universiteit van Straatsburg ·
 Duitsland - Ruhr-universiteit van Bochum · Universiteit Leipzig ·
 Estland - Universiteit van Tartu ·
 Griekenland - Aristoteles-universiteit van Thessaloniki ·
 Hongarije - Eötvös Loránd Tudományegyetem ·
 IJsland - Háskóli Íslands ·
 Ierland - University College Cork ·
 Italië - Università di Bologna ·
 Letland - Latvijas Universitāte ·
 Litouwen - Universiteit van Vilnius ·
 Malta - Universiteit van Malta ·
 Nederland - Hogeschool voor de Kunsten Utrecht · Universiteit Utrecht ·
 Noorwegen - Universiteit van Bergen ·
 Oostenrijk - Universiteit van Graz ·
 Polen - Jagiellonische Universiteit ·
 Portugal - Universiteit van Coimbra ·
 Roemenië - Alexander Jan Cuza-universiteit van Iași ·
 Slowakije - Comeniusuniversiteit Bratislava ·
 Slovenië - Universiteit van Ljubljana ·
 Turkije - Boğaziçi Universiteit ·
 Verenigd Koninkrijk - Queens University Belfast · Universiteit van Hull ·
 Zwitserland - Universität Basel
Aarhus ·
Åbo ·
Barcelona ·
Bergen ·
Boedapest ·
Bologna ·
Bristol ·
Cambridge ·
Coimbra ·
Dublin ·
Edinburgh ·
Galway ·
Genève ·
Göttingen ·
Graz ·
Granada ·
Groningen ·
Heidelberg ·
Iași ·
Jena ·
Krakau ·
Leiden ·
Leuven ·
Louvain-la-Neuve ·
Lyon ·
Montpellier ·
Oxford ·
Padua ·
Pavia ·
Poitiers ·
Praag ·
Salamanca ·
Siena ·
Tartu ·
Thessaloniki ·
Turku ·
Uppsala ·
Würzburg
Wijnstreek Alto Douro · Stadscentrum van Angra do Heroismo op de Azoren · Klooster van Batalha · Convent van Christus in Tomar · Cultuurlandschap van Sintra · Historisch centrum van Évora · Historisch centrum van Guimarães · Landschap van de wijncultuur op het eiland Pico · Laurisilva van Madeira · Klooster van Alcobaça · Hiëronymietenklooster en toren van Belém in Lissabon · Historisch centrum van Porto · Prehistorische rotskunst in de Côavallei · de stad Elvas en haar verdedigingswerken · Universiteit van Coimbra - Alta en Sofia · Koninklijk gebouw van Mafra: paleis, basiliek, klooster, Cerco-tuin en jachtpark (Tapada) · Bom Jesus do Monte-heiligdom in Braga
- Biblioteca Nacional de España: XX129261
- Bibliothèque nationale de France: cb118679243 (data)
- Catàleg d'autoritats de noms i títols de Catalunya: 981060037995406706
- CiNii: DA05044353
- Gemeinsame Normdatei: 1010568-2
- International Standard Name Identifier: 0000 0000 9511 4342
- Library of Congress Control Number: n79072650
- Nationale Bibliotheek van Tsjechië: ko2009297706
- Nationale bibliotheek van Australië: 36170384
- Nationale Bibliotheek van Israël: 987007269121005171
- Réseau des bibliothèques de Suisse occidentale: 02-A000188298
- Système universitaire de documentation: 026430339
- Virtual International Authority File: 138334548